# Mingtong
Mingtong (kinesiska: 明通) är en köping i sydvästra Kina. Den ligger i Chengkou härad i storstadsområdet Chongqing,  omkring 310 kilometer nordost om det centrala stadsdistriktet Yuzhong. Antalet invånare är 6 437. Befolkningen består av 3 127 kvinnor och 3 310 män. Barn under 15 år utgör 23,0 %, vuxna 15-64 år 65 %, och äldre över 65 år 10,0 %.